# Dr. Feelgood (álbum)
Dr. Feelgood es el quinto álbum de la banda de glam metal Mötley Crüe, Fue lanzado al mercado el 1 de septiembre de 1989.
Dr. Feelgood llegó al puesto n.º 1 del Billboard 200 de Estados Unidos. Es considerado el mejor álbum de Mötley Crüe por muchos críticos y fanáticos de la banda, siendo el primero que lanzaron después de su búsqueda por la sobriedad y alcanzar su rehabilitación en 1989. Los miembros de la banda han expresado el mismo sentimiento en entrevistas e incluso lo reflejan en la letra de la canción Kickstart My Heart, diciendo que Dr. Feelgood "pateó trasero."
La canción "Dr. Feelgood" estuvo en el puesto nº41 de las 100 Mejores Canciones de los 80 de VH1.

## Estilo musical
Este álbum representa un estilo musical comúnmente llamado glam metal. Sus características principales son las guitarras con alta distorsión y los coros melódicos.

## Producción
El productor canadiense Bob Rock dio al álbum un sonido vibrante y exuberante, aplicando valores y técnicas de producción que no se encontraban en los otros trabajos de la banda. 
Rock descubrió que era difícil trabajar con Mötley Crüe, describiéndolos como "cuatro tipos rudos de Los Ángeles que bebían mucho vino y querían matarse unos a otros." Para minimizar los conflictos y lograr una buena producción, Rock decidió que cada integrante de la banda hiciera lo suyo por separado.

## Influencias
Está claramente influenciado por el movimiento glam tanto en la producción como en los riffs de guitarra.

## Temas
Algunos temas encontrados en el álbum son:
- Abuso de drogas ("T.N.T. (Terror 'N Tinseltown)", "Dr. Feelgood", "Kickstart My Heart")
- Sexo ("Slice Of Your Pie", "Sticky Sweet", "She Goes Down", "Rattlesnake Shake")
- Relaciones amorosas ("Without You", "Same Ol' Situation (S.O.S.)", "Don't Go Away Mad (Just Go Away)")

"Time For Change" refleja la visión de Nikki de los acontecimientos actuales de ese entonces.

## Lista de canciones
Todas las letras fueron escritas por Nikki Sixx
1. "T.N.T. (Terror 'N Tinseltown)" - 0:42
2. "Dr. Feelgood" - (Mick Mars, Nikki Sixx) - 4:50
3. "Slice of Your Pie" - (Sixx, Mars) - 4:32
4. "Rattlesnake Shake" - (Mars, Sixx, Vince Neil, Tommy Lee) - 3:40
5. "Kickstart My Heart" - (Sixx) - 4:48
6. "Without You" - (Sixx, Mars) - 4:29
7. "Same Ol' Situation (S.O.S.)" - (Lee, Sixx, Neil, Mars) - 4:12
8. "Sticky Sweet" - (Mars, Sixx) - 3:52
9. "She Goes Down" - (Mars, Sixx) - 4:37
10. "Don't Go Away Mad (Just Go Away)" - (Sixx, Mars) - 4:40
11. "Time For Change" - (Sixx, Donna McDaniel) - 4:45

El relanzamiento de 1999 incluye estas canciones:
1. "Dr. Feelgood" (Versión Demo) - (Mars, Sixx) - 4:42
2. "Without You" (Versión Demo) - (Sixx, Mars) - 4:12
3. "Kickstart My Heart" (Versión Demo) - (Sixx) - 4:28
4. "Get it for Free" (Versión Demo) - (Sixx) - 4:14
5. "Time for change" (versión Demo) - (Sixx) - 4:09

## Personal
- Vince Neil - vocales, armónica, percusión.
- Mick Mars - guitarra, caja de voces, guitarra hawaiana.
- Nikki Sixx - bajo, órgano Hammond, voz secundaria.
- Tommy Lee - batería, voz secundaria.

con el aporte de:
- Bryan Adams	 - 	Voz (de fondo) en "Sticky Sweet"
- Sebastian Bach     –      Voz (fondo) en "Time for Change"
- Robin Zander	 - 	Voz (fondo) en "She Goes Down"
- Mike Amato	 - 	Voz (fondo), coordinador de producción, coordinador del proyecto
- Jack Blades	 - 	Voz (fondo)
- Bob Dowd	 - 	Voz (fondo)
- Tom Keenlyside	 - 	Trompa
- Marc LaFrance	 - 	Voz (fondo)
- George Marino	 - 	Masterización
- Rick Nielsen	 - 	Voz (fondo) en "She Goes Down"
- Ian Putz	 - 	Trompa
- Bob Rock	 - 	Bajo, Voz (fondo), productor
- Randy Staub	 - 	Ingeniero
- David Steele	 - 	Voz (fondo)
- Chris Taylor	 - 	Asistente ingeniero
- Steven Tyler	 - 	Voz (fondo) en "Sticky Sweet" e introducción de "Slice of Your Pie"
- John Webster	 - 	Piano, programación de teclado
- Henry Christian	 - 	Trompa
- Bob Defrin	 - 	Director artístico
- Don Brautigam	 - 	Ilustraciones
- William Hames	 - 	Fotografía
- Matty Spindel	 - 	Ingeniero
- Kevin Brady	 - 	Diseño artístico
- Kris Solem	 - 	Masterización
- Ross Gregory	 - 	Trompa

## Sencillos
| Año  | Sencillo                           | Tabla                  | Posición |
| ---- | ---------------------------------- | ---------------------- | -------- |
| 1989 | "Dr. Feelgood"                     | Billboard Hot 100      | 6        |
| 1989 | "Dr. Feelgood"                     | Mainstream Rock Tracks | 7        |
| 1989 | "Kickstart My Heart"               | Mainstream Rock Tracks | 18       |
| 1990 | "Kickstart My Heart"               | Billboard Hot 100      | 27       |
| 1990 | "Don't Go Away Mad (Just Go Away)" | Billboard Hot 100      | 19       |
| 1990 | "Don't Go Away Mad (Just Go Away)" | Mainstream Rock Tracks | 13       |
| 1990 | "Same Ol Situation (S.O.S.)"       | Billboard Hot 100      | 78       |
| 1990 | "Same Ol Situation (S.O.S.)"       | Mainstream Rock Tracks | 34       |
| 1990 | "Without You"                      | Billboard Hot 100      | 8        |